# تپه ماغال باشی علیا
تپه ماغال باشی علیا مربوط به دوره ساسانیان - سده‌های اولیه دوران‌های تاریخی پس از اسلام است و در شهرستان گرمی، بخش موران، دهستان اجارود شرقی، روستای تپه واقع شده و این اثر در تاریخ ۲۷ اسفند ۱۳۸۶ با شمارهٔ ثبت ۲۲۶۰۶ به‌عنوان یکی از آثار ملی ایران به ثبت رسیده است.